# Згорнє Лазе
Згорнє Лазе (словен. Zgornje Laze) — поселення в общині Горє, Горенський регіон, Словенія. Висота над рівнем моря: 722,9 м.